# Gare de La Grange
La gare de La Grange est une gare ferroviaire des États-Unis située à La Grange dans l'État de l'Illinois. Appelée également LaGrange Road, c'est l'une des deux gares de la ville situées sur la ligne du BNSF Railway, l'autre gare étant La Grange-Stone Avenue.

## Situation ferroviaire
La gare est située sur le BNSF Railway line.

## Histoire
La gare est mise en service en 1916.

## Service des voyageurs

### Desserte
- Lignes d'Amtrak[1] :
  - L'Illinois Zephyr / Carl Sandburg: Quincy - Chicago
- METRA
  - BNSF Railway : Aurora - Chicago